# 门口岭
门口岭是中国广东省广州市从化区的一个自然村。在太平镇北面约4000米，属水南村管辖。因村前有山，故名。1998年时，全村人口137人。